# Енвер Аліханов
Енвер Назар огли (Енвер Назарович) Аліханов (нар. 17 (30) квітня 1917, Баку — 1992, Баку) — радянський державний і партійний діяч, вчений, доктор геолого-мінералогічних наук (1965), професор (1967). Депутат Верховної Ради СРСР 6—7-го скликань. Кандидат у члени ЦК КПРС у 1966—1971 роках.

## Біографія
Народився в родині робітника. У 1934 році закінчив Бакинський нафтовий технікум імені Лассаля, а в 1941 році — Азербайджанський індустріальний інститут, за фахом гірничий інженер.
У 1941 році працював інженер-геологом геологічного відділу тресту «Орджонікідзенафта».
У червні — грудні 1941 року — курсант Тбіліського артилерійського училища, а з грудня 1942 року — начальник штабу артилерійського дивізіону в Криму й на Північно-Кавказькому фронті. 
З листопада 1942 по 1945 рік — старший геолог нафтопромислу «Леніннафта» у Баку. Член ВКП(б) з 1943 року.
У листопаді 1945 року став інструктором нафтового відділу ЦК КП(б) Азербайджану. З жовтня 1946 року — заступник завідувача нафтового відділу Бакинського міського комітету КП(б) Азербайджану.
У березні 1947 року призначений 2-м секретарем, а у грудні 1948 року — 1-м секретарем Орджонікідзевського районного КП(б) Азербайджану міста Баку. У липні 1950 року призначений завідувачем відділу важкої промисловості ЦК КП(б) Азербайджану.
З травня 1951 року — начальник об'єднання «Азнафторозвідка». У 1952—1954 роках — начальник об'єднання «Азморнафта».
З 1954 року — заступник, 1-й заступник міністра нафтової промисловості Азербайджанської РСР.
У 1958—1959 роках — міністр нафтової промисловості Азербайджанської РСР.
У 1959 — грудні 1961 року — секретар ЦК КП Азербайджану.
З 29 грудня 1961 по 10 квітня 1970 року — голова Ради міністрів Азербайджанської РСР. 
З квітня 1970 року — директор Інституту геології Академії наук Азербайджанської РСР. Одночасно з січня 1977 року — керівник лабораторії наукового центру «Каспій» Академії наук Азербайджанської РСР. З квітня 1979 року — керівник лабораторії наукового цеху «Геофізики» Академії наук Азербайджанської РСР.
Помер у 1992 році в Баку.

## Нагороди
- два ордени Леніна
- орден Вітчизняної війни ІІ ст.
- орден Трудового Червоного Прапора
- лауреат Ленінської премії (1961)